# Islas Dahlak
Las islas Dahlak son un archipiélago situado en el mar Rojo, frente al puerto eritreo de Massawa. Está formado por dos islas mayores y otros 124 islotes menores, con una superficie aproximada total de 1.165 km², Solo cuatro de las islas se encuentran habitadas, entre ellas Dahlak Kebir, la mayor y la más poblada, conectada con Massawa por medio de transbordadores como otras de las islas.
Otras islas en el archipiélago, próximas a Dahlak Kebir (754,9 km²), son Nahaleg (Nahleg) (35 km²), Dhuladhiya, Dissei, Dohul, Erwa, Harat, Hermil, Isra-Tu, Nora (Norah) (105 km²) y Shumma.
Las islas destacan por sus pesquerías de perlas, conocidas desde la época romana, así como por su fauna diversa y aves marinas, que atraen a algunos turistas. La población habla dahlik, una lengua semítica.

## Historia
George Wynn Brereton Huntingford ha identificado este archipiélago con un grupo de islas, cerca de Adulis, llamadas Alalaiou en el Periplo por la Mar Eritrea (un periplo griego de entre el siglo I al III), que eran una fuente de caparazones de tortugas. De acuerdo con Edward Ullendorff, sus habitantes fueron los primeros de todo el África oriental en convertirse al islam, como evidencian algunas lápidas escritas en cúfico. Surgió así en el siglo VII un estado musulmán independiente en el archipiélago, que fue luego sometido por Yemen, posteriormente por los emperadores etíopes, luego por los reinos menores de Abisinia y desde el año 1559 por los otomanos, que colocaron las islas bajo el gobierno del pachá de Suakin. Desde finales del siglo XIX las islas formaron parte de la colonia italiana de Eritrea, que fue establecida en 1890.

## Dahlak Kebir

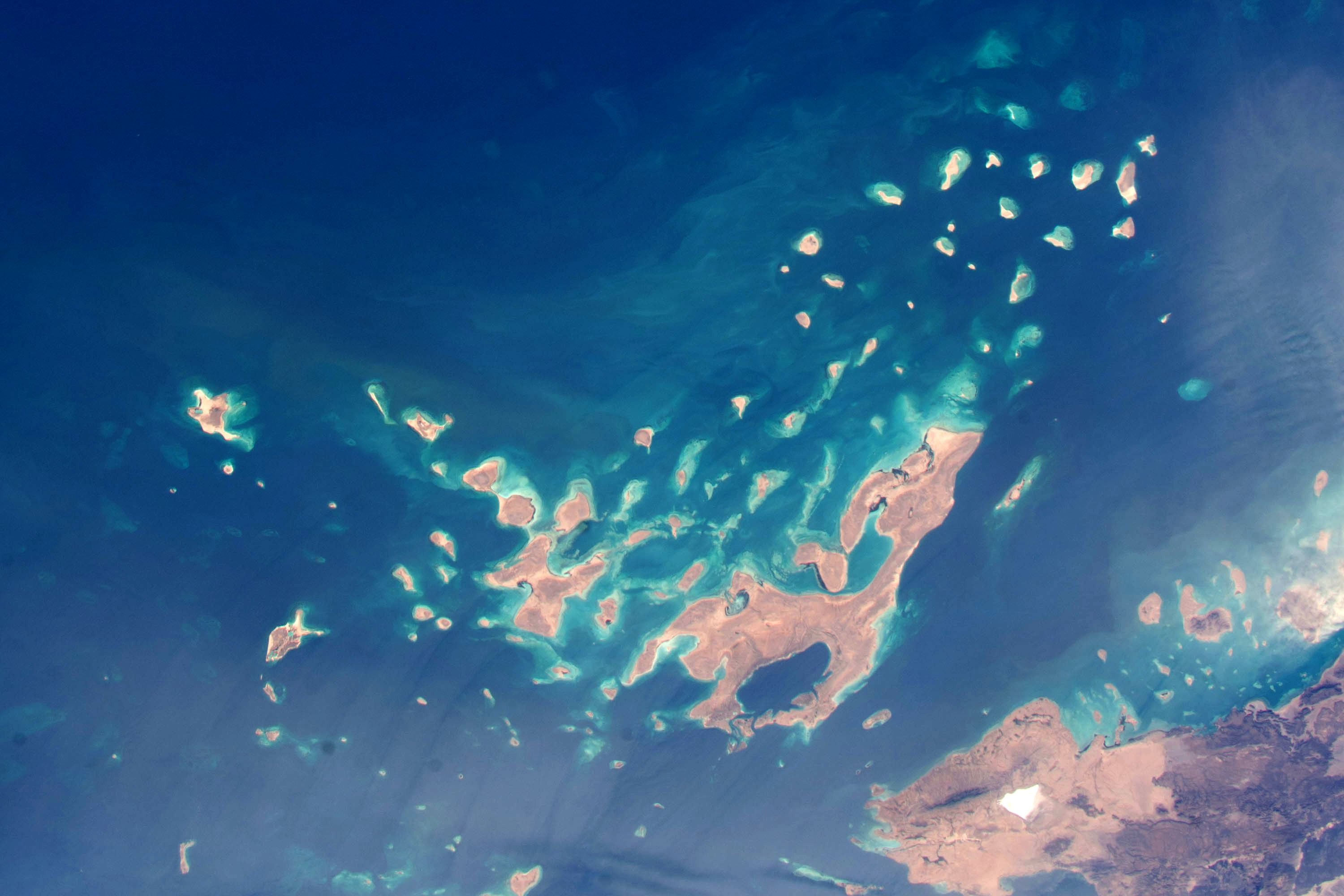
Islas Dahlik en el mar rojo

Dahlak Kebir es la mayor de las islas del archipiélago, como su nombre árabe indica; anteriormente era llamada Dahlak Deset. Su población es de unas 2500 personas, concentradas en su mayoría en el poblado homónimo, situado en la costa occidental. Existen antiguas cisternas y necrópolis en la isla, que datan de al menos el año 912; también se localizan ruinas preislámicas en Adel, fósiles y manglares. Las actividades más destacadas de la población son la pesca, la recolección de pepinos de mar y el turismo natural.
- Datos: Q639648
- Multimedia: Dahlak Archipelago / Q639648